# Liste der Truppenteile der Panzertruppe des Heeres der Bundeswehr

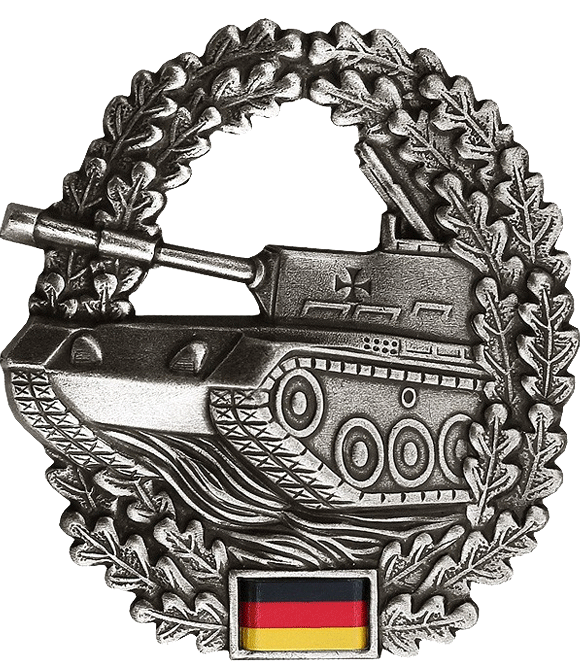
Barettabzeichen

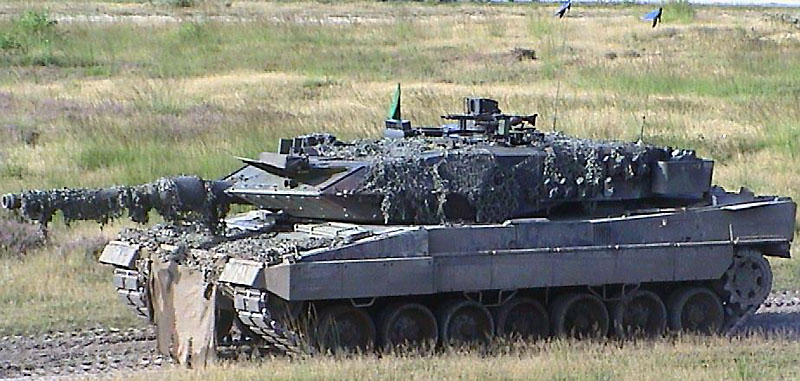
Leopard 2A5

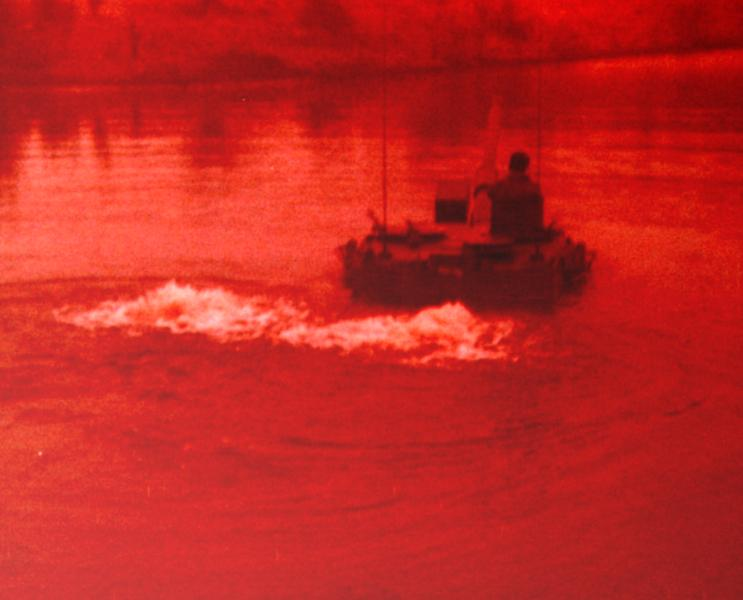
Leopard 1A2 der 2./153 (Tiefwaten bei Nacht)

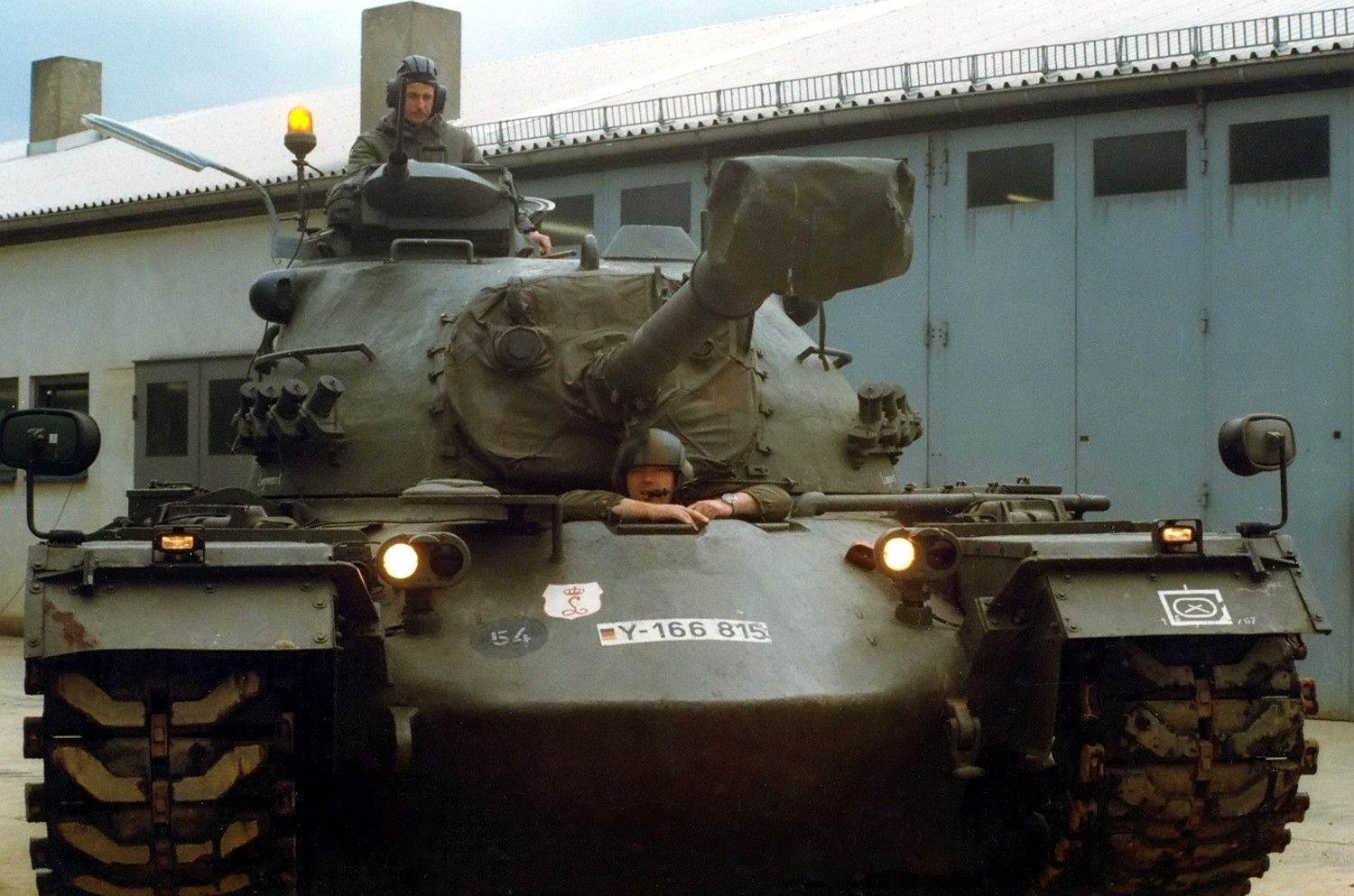
Ursprünglich ein Fahrzeug des PzBtl 184 – zuletzt bei SichBtl 767

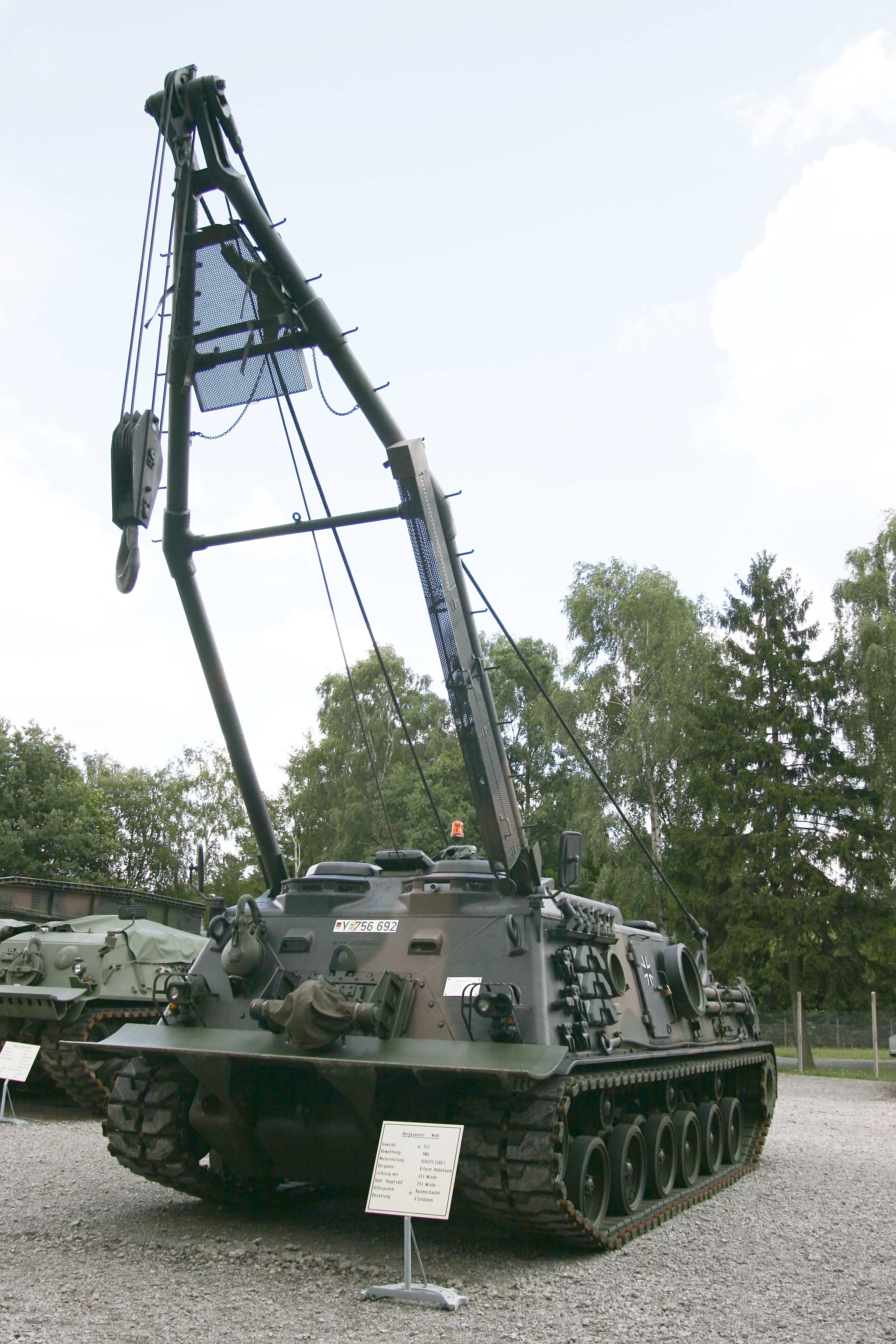
Bergepanzer 1 im Panzermuseum Munster

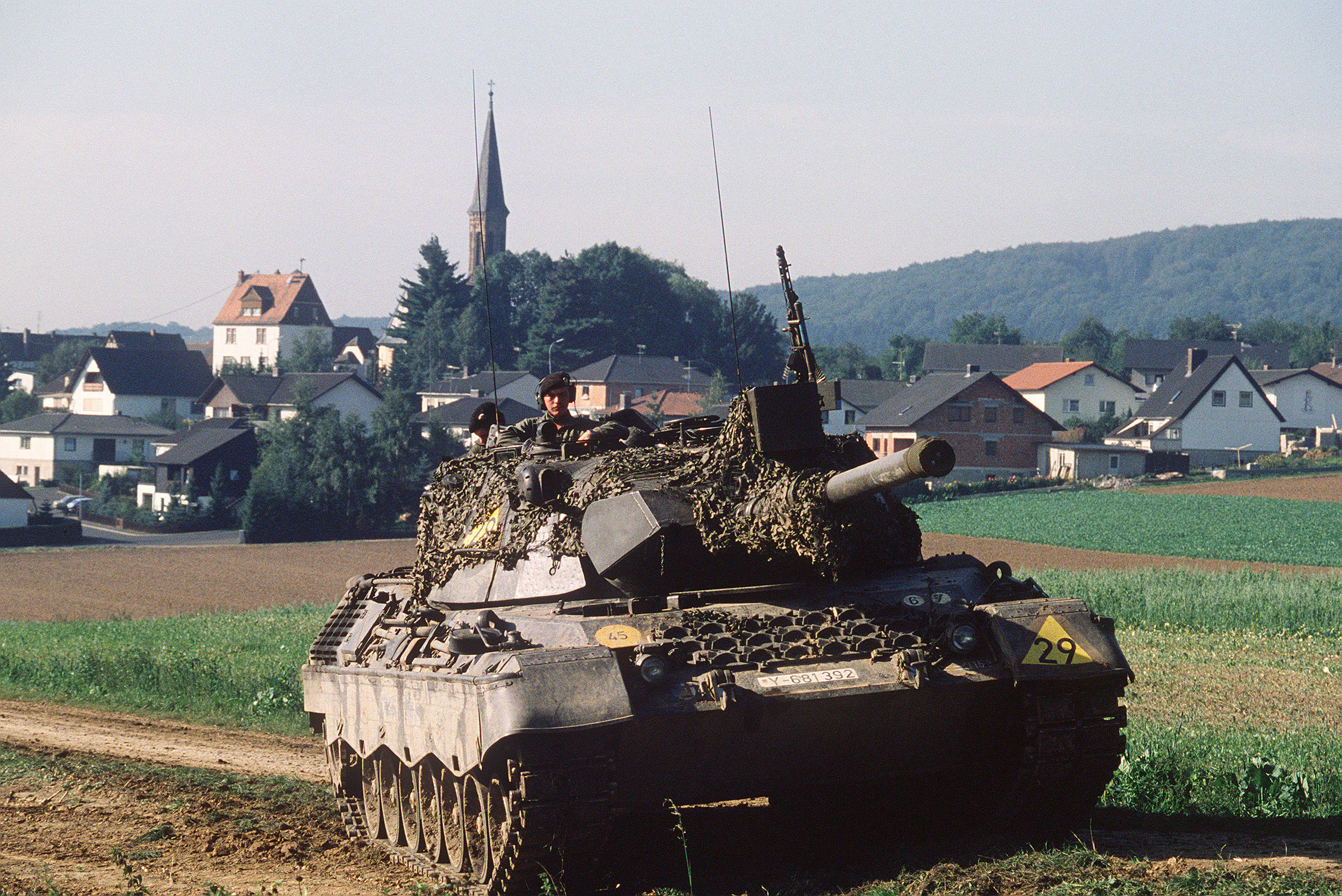
Leopard 1 während der REFORGER-Übung 1983

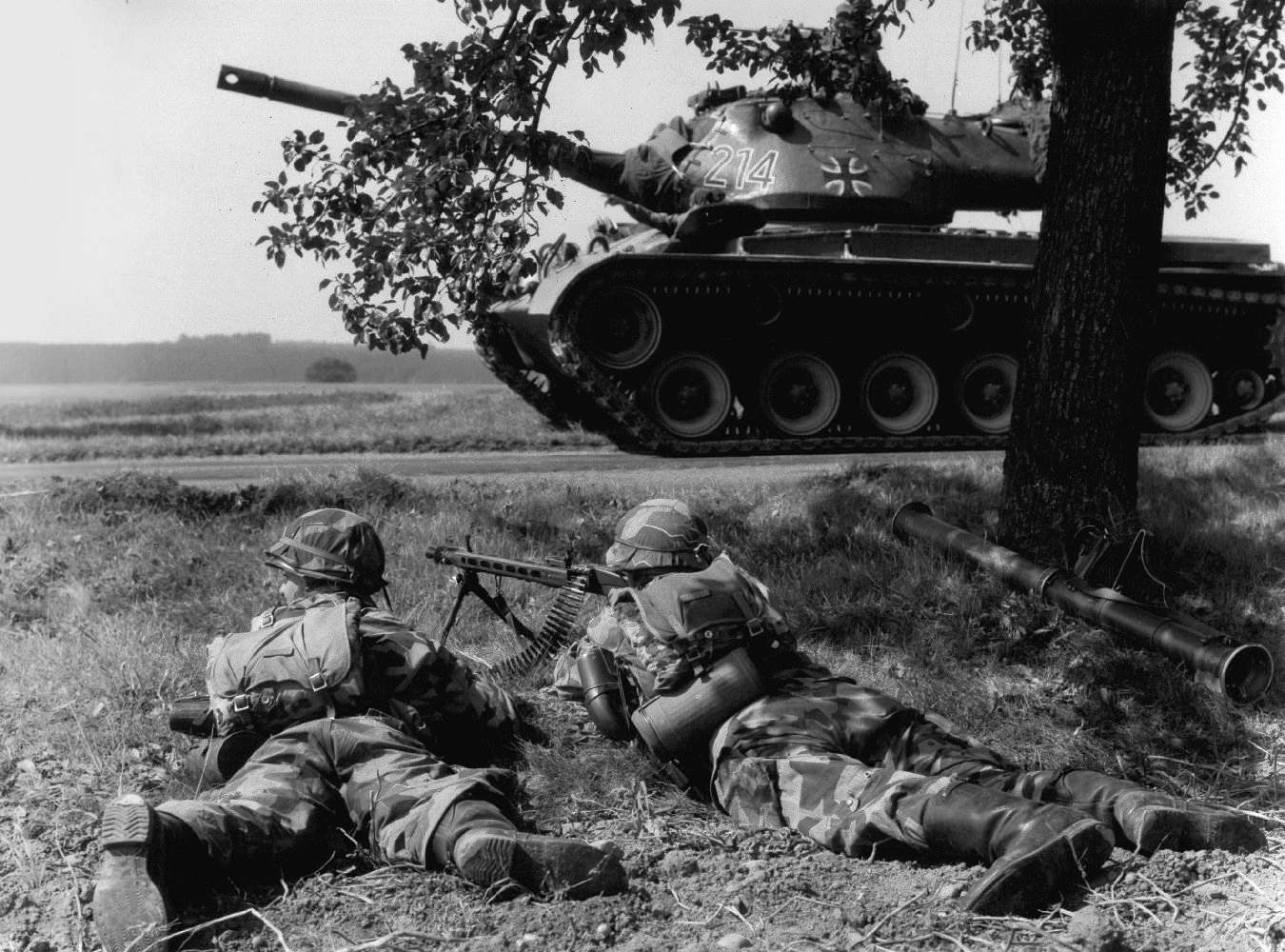
Kpz M47 der ersten Ausstattung 1959

Die Liste der Truppenteile der Panzertruppe des Heeres der Bundeswehr gibt einen Überblick aller aktuellen und ehemaligen Panzerverbände und Panzergroßverbände des Heeres der Bundeswehr.

## Nummerierungskonventionen

### Divisionen
Bis zum Ende des Kalten Krieges waren die Divisionen des Heeres wechselnd als Panzerdivision und Panzergrenadierdivision aufgestellt. Als Panzerdivisionen waren dabei die Divisionen mit einer ungeraden Ziffer vorgesehen. Ausnahmen waren die 8. und 9. Division, die als 1. Gebirgsdivision bzw. als 1. Luftlandedivision aufgestellt wurden. Danach begann die Nummerierung der Divisionen erneut mit einer Panzerdivision (10. Division), so dass die 11. Division trotz ihrer ungeraden Ziffer als Panzergrenadierdivision aufgestellt wurde. Infolge von Umgliederungen oder sich hinziehender Aufstellungen wich man jedoch teilweise von dieser Nummernkonvention ab. Spätere Panzerdivisionen, die die volle Soll-Ausrüstung (noch) nicht erreichten, wurden zunächst als Panzergrenadierdivisionen bezeichnet. Dies betraf die erste, siebte und zwölfte Division, die zunächst als Panzergrenadierdivisionen firmierten. Die „ostdeutschen“ Divisionen (13. und 14.) wurden als Panzergrenadierdivisionen aufgestellt.

### Brigaden
Bis Anfang der 1990er Jahre wurden die Brigaden gemäß ihrer Unterstellung nummeriert, wobei auch hier das Folgende nur prinzipiell gilt. Im Einzelfall, bei sich hinziehender Aufstellung der Brigaden etc., war die Nummerierung der Brigaden nicht stringent. Die 36 Brigaden des Feldheeres wurden fortlaufend von 1 bis 36 nummeriert. Auch noch die nach 1990 aufgestellten Brigaden in Ostdeutschland erhielten die Ziffern 37–42. Jede Division sollte drei Brigaden führen. Die Brigaden 1, 2 und 3 gehörten zur 1. Division, die Brigade 4, 5 und 6 zur 2. Division usw. Die 1. Gebirgsdivision galt in dieser Ordnungs- und Zählweise als 8. Division, die Luftlandedivision als 9. Die später aufgestellten Brigaden des Territorialheeres wurden fortlaufend mit 51 beginnend nummeriert.
Beispiel:
- Die Brigade 20 war der 7. Panzerdivision unterstellt (Rechnerisch: 20÷3=6.33 → aufrunden → 7)

Panzerdivisionen führten zwei Panzerbrigaden und eine Panzergrenadierbrigade; Panzergrenadierdivisionen eine Panzerbrigade und zwei Panzergrenadierbrigaden. Die jeweils erste Brigade einer Division war eine Panzergrenadierbrigade, die dritte jeweils eine Panzerbrigade. Die zweite Brigade war daher eine Panzerbrigade bei Panzerdivision bzw. eine Panzergrenadierbrigade bei einer Panzergrenadierdivision.
Beispiel:
- Die Brigade 19 war die erste Brigade der 7. Division, daher eine Panzergrenadierbrigade
- Die Brigade 20 war die zweite Brigade der 7. Panzerdivision, daher eine Panzerbrigade
- Die Brigade 21 war die dritte Brigade der 7. Division und daher eine Panzerbrigade

Ab 1981 wurde dieses Prinzip durch die Umwandlung der Gebirgsjägerbrigade 22 in die Panzergrenadierbrigade 22 auf die Nummerierung der Gebirgsdivision ausgedehnt. Diese führte nun auch eine Panzergrenadierbrigade als erste, eine Panzerbrigade als dritte und eine analog zur Divisionsbezeichnung als Gebirgsjägerbrigade bezeichnete zweite Brigade.
Größere Ausnahmen bis 1990 waren:
- Die 7. Panzergrenadierdivision stellte die Panzergrenadierbrigade 20 nicht auf, da diese eigentlich als zweite Brigade einer 7. Panzerdivision vorgesehen war. Diese „fehlende“ Panzerbrigade 20 wurde erst Anfang der 1980er Jahre endgültig aufgestellt und die Division entsprechend zur Panzerdivision.
- Die Panzergrenadierbrigade 28 bestand nur bis 1970. Eine 1975 neu aufgestellte Brigade 28 wurde abweichend von der üblichen Bezeichnung der 1. Brigaden einer Division als Panzerbrigade aufgestellt. Die Brigade 30, also die dritte Brigade der 10. Division, war ab 1981 keine Panzerbrigade mehr, sondern wurde in die Panzergrenadierbrigade 30 umgegliedert. Ab 1981 waren die Bezeichnungen der ersten und dritten Brigade der 10. Division also „getauscht“.
- Die 12. Division stellte ihre erste Brigade als Panzerbrigade auf. Die zweite Brigade wurde auch nach Umwandlung der Division in eine Panzerdivision nicht in eine Panzerbrigade umgegliedert, sondern blieb die Panzergrenadierbrigade 35.

Nach Ende des Kalten Krieges wurden bei Unterstellungswechseln die Nummerierung aus Traditionsgründen oft nicht mehr der tatsächlichen Unterstellung angepasst. Ein Beispiel dafür ist die 1993 aufgestellte Luftlandebrigade 31, die nur noch aus Tradition die 31 im Namen behielt. Die Bezeichnungen der neu aufgestellten Brigaden 37 bis 42 zeigen aber noch gewisse Ähnlichkeiten zu der alten systematischen Nummerierung. Seit 1990 lässt die Bezeichnung Panzergrenadierbrigade oder Panzerbrigade auch auf keine bestimmte Gliederung mehr schließen.

### Regimenter
Neben kleineren temporären Ausnahmen waren Panzerregimenter nur für die drei reindeutschen Korps I., II. und III. in den 1970er Jahren (Heeresstruktur III) ausgeplant. Die Panzerregimenter waren als taktische Reserven der Korps vorgesehen. Bei der Aufstellung gab es aber erhebliche Probleme. So wurde teilweise auf die Aufstellung geplanter Panzerbrigaden zugunsten der Aufstellung der Regimenter verzichtet. Die Regimenter sollten gemäß der Unterstellung unter ihr Korps Panzerregiment 100, 200 und 300 heißen. Das Panzerregiment 300 wurde jedoch entgegen der ursprünglichen Planung nicht aufgestellt. Zusätzlich verursachten die Panzerregimenter ein erhebliches logistisches Problem für die Korpsversorgungstruppen, da diese nicht über ausreichende eigene Logistikanteile verfügten und das Korps den hohen Bedarf an Kraftstoff und Munition mit eigenen Mitteln decken musste.

### Bataillone
Bis in die 1990er Jahre, beginnend ab etwa 1959, folgte die Nummerierung der Bataillone einer stringenten Logik, die sich aus den Unterstellungsverhältnissen ergab. In den Anfangsjahren der Bundeswehr bis etwa 1959 war die Nummerierung uneinheitlich. Die im Folgenden vorgestellten Nummerkonventionen sollen nur einen Überblick über die Bezeichnungen der Verbände der Panzertruppe geben. Im Rahmen von Umgliederungen, Truppenversuchen oder im Zuge einer sich hinziehenden Aufstellung gab es stets auch Ausnahmen.
Die Nummern der Panzerbataillone der Brigaden begannen jeweils mit der Nummer ihrer Brigade. An diese Nummer wurde eine Endziffer angehängt. Daher gab es zweistellige Nummern für die den Brigaden 1–9 unterstellten Bataillone sowie dreistellige Nummern für die den Brigaden 10–42 unterstellten Bataillone. Die Bataillone beginnend mit der Nummer 51 und fortlaufend nummeriert unterstanden der Heimatschutzbrigade 51, 52, 53 usw. Diese Bataillone waren teilaktiv, d. h. wuchsen im Spannungsfall um Reservisten deutlich auf. Diese Bataillone waren teilweise zusätzlich auch nur teilmobil. Teilmobile Bataillone hatten einen Ist-Bestand an Kampfpanzern, der die eigentlich standardmäßig vorgesehene Anzahl um etwa 40 Prozent unterschritt.
Beispiel:
- Das Panzerbataillon 64 war als Bataillon der Panzerbrigade 6 vorgesehen
- Das Panzerbataillon 363 war ein Bataillon der Panzerbrigade 36

Die Endziffer war jeweils für ein Bataillon reserviert. Jede Panzer- oder Panzergrenadierbrigade hatte jeweils ein Panzerbataillon das die Endziffer 4 aufwies. Jede Panzerbrigade hatte außerdem zusätzlich zwei weitere Panzerbataillone mit den Endziffern 1 und 3. Die „Einserbataillone“ wurden Anfang der 80er Jahre zunächst als gemischter Verband (Panzertruppe/Panzergrenadiere) aufgestellt. Davor gab es in den Panzerbrigaden in der Regel keine Bataillone mit der Endnummer 1. Auch in den Panzergrenadierbrigaden wurden gemischte „Einserbataillone“ neu aufgestellt, die hier aber nicht berücksichtigt werden (siehe dazu Liste der Panzergrenadierverbände der Bundeswehr).
Beispiel:
- Die Panzerbrigade 21 besaß als Panzerbrigade zunächst zwei Panzerbataillone mit den Endziffern 3 und 4 (Panzerbataillone 213 und 214). Später wurde das Panzerbataillon 211 als gemischtes Panzerbataillon neu aufgestellt.
- Die Panzergrenadierbrigade 19 besaß als Panzergrenadierbrigade nur ein Panzerbataillon mit der Endziffer 4 (Panzerbataillon 194).

Davon abweichend war das 1981 aufgestellte Gebirgspanzerbataillon als Divisionstruppenteil der 8. Division (→ 1. Gebirgsdivision) ebenfalls ein gemischter Verband. Die Bataillone mit der Endnummer „0“ (Pzbtl 110, 120, 210 und 220) waren den in den Heeresstruktur III aufgestellten Panzerregimentern 100 und 200 unterstellt. Diese Bataillone waren außerdem ebenfalls wie die 1-er Bataillone gemischt. Die Nummerierung wurde bei Unterstellungswechseln oder Umgliederung jeweils angepasst. Daher wurden die Bataillone häufig umbenannt, manche sogar mehrfach. Daher gab es auch Bataillone mit identischer Nummer, die keine gemeinsame Traditionslinie hatten, sondern die gemäß ihrer Unterstellung lediglich eine „freigewordene“ Nummer annahmen. Diese stringente Nummerierung wurde Anfang der 1990er Jahre aber aufgegeben. Bei Umgliederung oder Unterstellungswechseln wird die Nummer heute aus Tradition oft beibehalten und bei Umgliederung ggf. nur das Panzerbataillon in eine der neuen Truppengattung oder der Funktion entsprechende Form gebracht. Während der Aufstellung der „ostdeutschen“ Brigaden 37 bis 42 wurde die Nummerierung aber ebenfalls noch bis auf wenige Ausnahmen in Bezug auf die Panzerbataillone eingehalten.

## Liste der Verbände

### Legende
| Legende                       |
| ----------------------------- |
| Aufgelöst                     |
| in Auflösung oder nicht aktiv |
| Aktiv                         |

Abkürzungen siehe unten.

### Panzerdivisionen
Folgende Divisionen im Heer wurden oder werden als Panzerdivision bezeichnet:
|  | Bezeichnung | Aufstellung am (aus)         | Standort                                                     | Verbleib                                                              | Bemerkungen                                                                                 |
|  | ----------- | ---------------------------- | ------------------------------------------------------------ | --------------------------------------------------------------------- | ------------------------------------------------------------------------------------------- |
|  | 1. PzDiv    | 1. Apr. 1981 (1. PzGrenDiv)  | Hannover ab 2016: Oldenburg                                  | aktiv                                                                 |                                                                                             |
|  | 3. PzDiv    | 2. Jul. 1956                 | Hamburg ab 1958: Buxtehude                                   | 30. Sep. 1994 aufgelöst.                                              |                                                                                             |
|  | 5. PzDiv    | 1. Sep. 1956                 | Grafenwöhr ab 1957: erst Wetzlar, dann Koblenz ab 1962: Diez | 30. Jun. 2001 aufgelöst.                                              |                                                                                             |
|  | 7. PzDiv    | 1. Aug. 1958                 | Lippstadt                                                    | 1. Okt. 1958 in 7. Division, 16. Mär. 1959 in 7. PzGrenDiv umbenannt. |                                                                                             |
|  | 7. PzDiv    | 1. Okt. 1980 (7. PzGrenDiv)  | Unna ab 1994: Düsseldorf                                     | 30. Jun. 2006 aufgelöst.                                              |                                                                                             |
|  | 10. PzDiv   | 1. Jan. 1970 (10. PzGrenDiv) | Sigmaringen                                                  | Dez. 2014 aufgelöst.                                                  |                                                                                             |
|  | 10. PzDiv   | Dez. 2014 (Division Süd)     | Veitshöchheim                                                | aktiv                                                                 | Übernahm Traditionslinie und Verbandsabzeichen der „alten“ 10. Panzerdivision.              |
|  | 12. PzDiv   | 1. Jan. 1961                 | Veitshöchheim                                                | 30. Mär. 1994 aufgelöst.                                              | Als Panzergrenadierdivision geplant, aber von Aufstellung an als Panzerdivision bezeichnet. |

### Panzerbrigaden
Folgende Brigaden im Heer waren – zumindest temporär – als Panzerbrigaden aufgestellt:
|  | Bezeichnung  | Aufstellung1 (aus)      | letzter Standort           | Verbleib                                     | Bemerkung                                                                                |
|  | ------------ | ----------------------- | -------------------------- | -------------------------------------------- | ---------------------------------------------------------------------------------------- |
|  | PzBrig 2     | 1980 (?) (PzGrenBrig 2) | Braunschweig               | Mär. 1993 aufgelöst                          |                                                                                          |
|  | PzBrig 3     | Jul. 1957               | Nienburg                   | Dez. 1993 aufgelöst                          |                                                                                          |
|  | PzBrig 6     | Jul. 1958               | Neustadt                   | 1981 in Panzerbrigade 14 umbenannt           |                                                                                          |
|  | PzBrig 6     | 1981 (PzBrig 34)        | Hofgeismar                 | Sep. 1993 aufgelöst                          |                                                                                          |
|  | PzBrig 8     | Jan. 1956               | Lüneburg                   | deaktiviert 1993                             | nicht aktive Brigade/Brigadestab seit 1993 (Sitz Munster) endgültige Auflösung Dez. 2008 |
|  | PzLehrBrig 9 | Jun 1958                | Munster                    | —                                            | aktiv                                                                                    |
|  | PzBrig 12    | Jul. 1956               | Amberg                     | —                                            | aktiv, verlegt nach Cham                                                                 |
|  | PzBrig 14    | Nov. 1956               | Koblenz                    | 1981 in PzBrig 34 umgegliedert               |                                                                                          |
|  | PzBrig 14    | 1981 (PzBrig 6)         | Neustadt                   | Jun. 2008 aufgelöst                          |                                                                                          |
|  | PzBrig 15    | Sep. 1957               | Koblenz                    | Jun. 1993 aufgelöst                          |                                                                                          |
|  | PzBrig 18    | Jul. 1956               | Boostedt                   | Dez. 2008 aufgelöst                          |                                                                                          |
|  | PzBrig 20    | Apr. 1964               | Hemer                      | Mär. 1970 in Panzerregiment 100 umgegliedert |                                                                                          |
|  | PzBrig 20    | Apr. 1957 (PzRgt 100)   | Iserlohn                   | Mär. 1992                                    |                                                                                          |
|  | PzBrig 21    | Aug. 1957               | Augustdorf                 | —                                            | aktiv                                                                                    |
|  | PzBrig 24    | Jul 1959                | Mittenwald, ab 1960 Murnau | 1966 in PzGrenBrig 24 umgegliedert           | 1981 rückgegliedert                                                                      |
|  | PzBrig 24    | 1981 (PzGrenBrig 24)    | Landshut                   | Sept. 1994 aufgelöst                         |                                                                                          |
|  | PzBrig 28    | Apr. 1975 (PzRgt 200)   | Dornstadt                  | Sep. 1993                                    |                                                                                          |
|  | PzBrig 29    | 1967 (PzGrenBrig 29)    | Sigmaringen                | Sep. 1993                                    |                                                                                          |
|  | PzBrig 30    | Mai 1958                | Ellwangen                  | Apr. 1981 in PzGrenBrig 30 umgegliedert      |                                                                                          |
|  | PzBrig 33    | Feb. 1959               | Celle                      | Sep. 1993                                    |                                                                                          |
|  | PzBrig 34    | Apr. 1975               | Kassel                     | 1981 in PzBrig 6 umgegliedert                |                                                                                          |
|  | PzBrig 34    | 1981 (PzBrig 14)        | Diez                       | Mär. 2002                                    |                                                                                          |
|  | PzBrig 36    | Jan. 1963               | Veitshöchheim              | Jun. 2002                                    |                                                                                          |
|  | PzBrig 39    | 1995 (HSchBrig 39)      | Erfurt                     | Dez. 2001                                    |                                                                                          |
|  | PzBrig 42    | 1995 (HSchBrig 42)      | Potsdam                    | Jun. 2003                                    |                                                                                          |
|  | HSchBrig 56  | Apr. 1981 (HSchKdo 18)  | Neuburg                    | 1992(?)                                      | Territorialheer, Wehrbereich VI glich mit je 2 aktiven Pz- und PzGrenBtl einer PzBrig    |

1Aufstellung vor 1959 als Kampfgruppe, dann ab 1959 Umbenennung bzw. Aufstellung als Panzer-/ Panzergrenadierbrigade

### Regimenter
Folgende Regimenter wurden in der Bundeswehr aufgestellt – die Nummer gibt das jeweilige Korps an
|  | Bezeichnung | Aufstellung (aus)     | Stationierungsorte | Verbleib                            | Bemerkung                                   |
|  | ----------- | --------------------- | ------------------ | ----------------------------------- | ------------------------------------------- |
|  | PzRgt 100   | Mär. 1970 (PzBrig 20) | Hemer              | Apr. 1975 in PzBrig 20 umgegliedert | u. a. unterstellt PzBtl 110 und PzBtl 120   |
|  | PzRgt 200   | 1971                  | Dornstadt          | 1975 in Panzerbrigade 28 überführt  | u. a. unterstellt PzBtl 210 und PzBtl 220   |
|  | PzRgt 300   | —                     | —                  | —                                   | Aufstellung nur geplant, nicht durchgeführt |

### Panzerbataillone

#### Feldheer
Folgende Panzerbataillone waren im Feldheer aufgestellt:
|  | Bezeichnung   | Aufstellung (aus)                    | Stationierungsorte                                                   | Verbleib                                                                                  | Bemerkung |
|  | ------------- | ------------------------------------ | -------------------------------------------------------------------- | ----------------------------------------------------------------------------------------- | --- |
|  | PzLehrBtl     | April 1956                           | Munster                                                              | Umbenennung Dezember 1958 in PzLehrBtl 93                                                 | |
|  | PzBtl 1       | Juli 1956                            | Dedelstorf ab 1957 Augustdorf (GFM-Rommel-Kaserne)                   | März 1959 Umbenennung in PzBtl 213                                                        | |
|  | PzBtl 2       | 1956                                 | Hemer                                                                | März 1959 Umbenennung in PzBtl 204                                                        | |
|  | PzBtl 3       | August 1956                          | Hamburg (Graf-Goltz-Kaserne)                                         | März 1959 Umbenennung in PzBtl 174                                                        | |
|  | PzBtl 4       | September 1956                       | Amberg                                                               | Umbenennung März 1959 in PzBtl 123                                                        | |
|  | PzBtl 5       | September 1956                       | Hohenfels ab 1957 Koblenz                                            | Umbenennung März 1959 in PzBtl 143                                                        | |
|  | GebPzBtl 8    | Oktober 1981                         | Pocking                                                              | Außerdienststellung März 1997                                                             | Nach Deaktivierung war noch eine Geräteeinheit in Pfreimd stationiert. Im HEER2011 wurde wieder ein teilaktives Bataillon mit Standort Pfreimd ausgeplant und beginnend ab 1. Juli 2014 aufgestellt. Es soll eine Tradition zwischen dem alten und neuen GebPzBtl 8 bestehen. |
|  | GebPzBtl 8    | Sept. 2014                           | Pfreimd                                                              | nicht aktiv                                                                               | Neuaufstellung zum 20. September 2014 in Pfreimd, in der Tradition zum früheren GebPzBtl 8. Das Präfix „Gebirgs-“ zeigt nur das Unterstellungsverhältnis. Teilaktiver Ergänzungstruppenteil mit zwei aktiven Kompanien. Im Frieden 1./, 2./ (na) und 3./GebPzBtl 8 ust PzBtl 104, 4./GebPzBtl 8 ust PzBtl 393 in Bad Frankenhausen. Abgabe der beiden Kompanien an das aufzustellende PzBtl 363 (2019 und 2020) |
|  | PzBtl 13      | August 1956                          | Flensburg 1958 Boostedt                                              | Umbenennung März 1959 in PzBtl 183                                                        | |
|  | PzBtl 14      | Juli 1959                            | Koblenz 1959 Stadtoldendorf ab 1962 Hildesheim (Gallwitz-Kaserne)    | Außerdienststellung September 1992                                                        | |
|  | PzBtl 15      | September 1956                       | Grafenwöhr                                                           | Umbenennung Januar 1959 in PzBtl 134                                                      | |
|  | PzBtl 21      | April 1981                           | Braunschweig                                                         | Außerdienststellung September 1992                                                        | |
|  | PzBtl 23      | Januar 1958                          | Schwanewede                                                          | Umbenennung März 1959 in PzBtl 324                                                        | |
|  | PzBtl 23      | April 1976                           | Braunschweig                                                         | Außerdienststellung September 1992                                                        | |
|  | PzBtl 24      | Juli 1960                            | Dedelstorf 1962 Braunschweig (Roselies- / Heinrich der Löwe-Kaserne) | Außerdienststellung Dezember 2003                                                         | |
|  | PzBtl 25      | September 1956                       | Koblenz                                                              | Umbenennung 1. April 1959 in PzBtl 153                                                    | |
|  | PzBtl 31      | 1981                                 | Nienburg                                                             | Außerdienststellung September 1992                                                        | |
|  | PzBtl 33      | Dezember 1958                        | Munster 1959 Dörverden 1965 Luttmersen                               | Umwandlung ab Juli 2015                                                                   | wurde in PzGrenBtl 33 umgewandelt PzLehrBrig |
|  | PzBtl 34      | April 1959                           | Nienburg ab 1969 Scheuen                                             | Außerdienststellung 1994                                                                  | Aufstellung aus dem ehem. PzBtl 334 Celle/Scheuen |
|  | PzBtl 34      | Oktober 1981 (PzBtl 334)             | Nienburg                                                             | Außerdienststellung September 1992                                                        | |
|  | PzBtl 44      | Januar 1962                          | Allendorf Arolsen                                                    | Umbenennung und Teilung März 1975 in PzBtl 342 und 343                                    | |
|  | PzBtl 44      | Oktober 1980                         | Göttingen                                                            | Außerdienststellung September 1992                                                        | |
|  | PzBtl 53      | April 1976                           | Hessisch-Lichtenau                                                   | Außerdienststellung März 1983                                                             | |
|  | PzBtl 54      | Januar 1959                          | Wetzlar ab 1960 Wolfhagen                                            | Umbenennung Oktober 1981 in PzBtl 64                                                      | |
|  | PzBtl 54      | Oktober 1981                         | Hessisch-Lichtenau                                                   | Außerdienststellung September 1992                                                        | |
|  | PzBtl 61      | Oktober 1980                         | Wolfhagen                                                            | Außerdienststellung September 1992                                                        | |
|  | PzBtl 63      | März 1959                            | Stadtallendorf                                                       | Umbenennung Oktober 1981 in PzBtl 143                                                     | |
|  | PzBtl 63      | Oktober 1981 (PzBtl 342)             | Arolsen                                                              | Außerdienststellung Dez. 2002                                                             | |
|  | PzBtl 64      | April 1961                           | Stadtallendorf (Hessen-Kaserne)                                      | Umbenennung Oktober 1981 in PzBtl 144                                                     | |
|  | PzBtl 64      | Oktober 1981 (PzBtl 54)              | Wolfhagen                                                            | Außerdienststellung Juni 2008                                                             | zuletzt PzBrig 14 |
|  | PzBtl 73      | April 1992 (PzGrenBtl 73, PzBtl 324) | Cuxhaven Altenwalde                                                  | Außerdienststellung 2003                                                                  | nicht aktiv |
|  | PzBtl 74      | April 1959                           | 1959 Seedorf 1963 Altenwalde                                         | Außerdienststellung Dezember 2003                                                         | |
|  | PzBtl 81      | Oktober 1980                         | Lüneburg, Schlieffen-Kaserne                                         | Außerdienststellung September 1992                                                        | |
|  | PzBtl 83      | 1958                                 | Lüneburg, Schlieffen-Kaserne                                         | Außerdienststellung 1996                                                                  | Kaderung ab April 1992 |
|  | PzBtl 84      | Juli 1959                            | Lüneburg, Schlieffen-Kaserne                                         | Außerdienststellung Dezember 2002                                                         | Im Hintergrund des Lindwurms sieht man das Abzeichen des Panzer-Regiments 2 |
|  | PzLehrBtl 91  | Januar 1980                          | Munster, Boeselager-Kaserne                                          | Außerdienststellung September 1992                                                        | |
|  | PzLehrBtl 93  | Dezember 1958 (PzLehrBtl)            | Munster                                                              | —                                                                                         | aktiv, PzLehrBrig 9 |
|  | PzLehrBtl 94  | Juli 1960                            | Munster                                                              | Außerdienststellung September 1992                                                        | |
|  | PzBtl 94      | 1997                                 | Celle                                                                | Auflösung Juni 2008                                                                       | seit (?) nicht aktiv |
|  | PzBtl 104     | November 1960                        | Amberg                                                               | Umbenennung Oktober 1971 in PzBtl 303                                                     | |
|  | PzBtl 104     | April 1981                           | Pfreimd                                                              | —                                                                                         | aktiv, PzBrig 12 |
|  | PzBtl 110     | April 1970 (PzBtl 204)               | Hemer                                                                | April 1975 Umbenennung in PzBtl 202                                                       | |
|  | PzBtl 114     | September 1962                       | Gärmersdorf ab 1963 Neunburg vorm Wald                               | Umgewandelt Oktober 1970 in PanzerJgBtl 114                                               | |
|  | PzBtl 114     | April 1981                           | Neunburg vorm Wald                                                   | Außerdienststellung September 1992                                                        | |
|  | PzBtl 120     | März 1970                            | Hemer                                                                | Umbenennung April 1975 in PzBtl 203                                                       | |
|  | PzBtl 121     | April 1981                           | Kümmersbruck, Schweppermann-Kaserne                                  | Außerdienststellung September 1992                                                        | |
|  | PzBtl 123     | März 1959 (PzBtl4)                   | Amberg 1960: Gärmersdorf-Kümmersbruck, Schweppermann-Kaserne         | Außerdienststellung September 1994                                                        | |
|  | PzBtl 124     | Juni 1959                            | Grafenwöhr ab 1960 Gärmersdorf-Kümmersbruck, Schweppermann-Kaserne   | Außerdienststellung September 1994                                                        | |
|  | PzBtl 134     | Januar 1959 (PzBtl 15)               | Wetzlar (Sixt-von-Armin-Kaserne)                                     | Außerdienststellung September 1992                                                        | |
|  | PzBtl 141     | Oktober 1981                         | Stadtallendorf, Hessen-Kaserne                                       | Außerdienststellung September 1992                                                        | |
|  | PzBtl 143     | März 1959 (PzBtl 5)                  | Koblenz, Fritsch-Kaserne                                             | Umbenennung Oktober 1981 in PzBtl 343                                                     | |
|  | PzBtl 143     | Oktober 1981 (PzBtl 63)              | Stadtallendorf, Hessen-Kaserne                                       | Außerdienststellung Juni 2003                                                             | |
|  | PzBtl.144     | April 1959                           | Koblenz, Gneisenau-Kaserne                                           | Oktober 1981 Umbenennung PzBtl.344                                                        | |
|  | PzBtl 144     | Oktober 1981 (PzBtl 64)              | Stadtallendorf, Hessen-Kaserne                                       | 1991 gekadert, 2003 aufgelöst                                                             | |
|  | PzBtl 151     | Oktober 1981                         | Koblenz, Fritsch-Kaserne                                             | Außerdienststellung September 1992                                                        | |
|  | PzBtl 153     | März 1959                            | Koblenz, Fritsch-Kaserne                                             | Außerdienststellung 30. September 1992                                                    | |
|  | PzBtl 154     | Oktober 1967                         | Hessisch-Lichtenau                                                   | Außerdienststellung Oktober 1981                                                          | |
|  | PzBtl 154     | Oktober 1981                         | Westerburg, Wäller-Kaserne                                           | Außerdienststellung 21. September 2006                                                    | |
|  | PzBtl 164     | November 1961                        | Flensburg 1969: Schwarzenbek, Elmenhorst/Lanken, Sachsenwald-Kaserne | Außerdienststellung September 1994                                                        | |
|  | PzBtl 174     | März 1959 (PzBtl 3)                  | Hamburg                                                              | Außerdienststellung September 1992                                                        | |
|  | PzBtl 181     |                                      | Neumünster (Scholtz-Kaserne)                                         | Außerdienststellung September 1992                                                        | |
|  | PzBtl 183     | März 1959 (PzBtl 13)                 | Boostedt                                                             | 2007 aufgelöst                                                                            | |
|  | PzBtl 184     | April 1959                           | Boostedt                                                             | Deaktivierung September 1992 (Neumünster – Scholtz-Kaserne)                               | 1994-Juli 2008 nichtaktives Bataillon, Außerdienststellung Juli 2008 (Rantzau-Kaserne Boostedt) |
|  | PzBtl 194     | April 1959 (PzJgBtl 5)               | Münster                                                              | Außerdienststellung September 1992                                                        | 1956 als PzJgBtl 5 in Wetzlar aufgestellt |
|  | PzBtl 201     | Oktober 1980                         | Hemer, 1. und 4. Kp Ahlen                                            | Außerdienststellung September 1992                                                        | |
|  | PzBtl 202     | April 1975 (PzBtl 110)               | Hemer                                                                | Oktober 1980 Umbenennung in PzBtl 204                                                     | |
|  | PzBtl 203     | April 1975 (PzBtl 120)               | Hemer ab 2007 Augustdorf                                             | —                                                                                         | aktiv, PzLehrBrig 9 |
|  | PzBtl 204     | Mär. 1959 (PzBtl 2)                  | Hemer                                                                | April 1970 Umbenennung in PzBtl 110                                                       | |
|  | PzBtl 204     | Oktober 1980 (PzBtl 202)             | Ahlen ab 1992: Hemer                                                 | Juni 2002 Außerdienststellung                                                             | |
|  | PzBtl 210     | Oktober 1970 (PzBtl 303)             | Dornstadt                                                            | Umbenennung April 1975 in PzBtl 282                                                       | |
|  | PzBtl 211     | Oktober 1980                         | Augustdorf                                                           | Außerdienststellung September 1992                                                        | |
|  | PzBtl 213     | März 1959 (PzBtl 1)                  | Augustdorf                                                           | Außerdienststellung September 1992                                                        | |
|  | PzBtl 214     | Juni 1959                            | Augustdorf                                                           | Außerdienststellung Oktober 2002                                                          | |
|  | PzBtl 220     | Oktober 1971 (PzBtl 304)             | Dornstadt                                                            | Umbenennung April 1975 in PzBtl 284                                                       | |
|  | PzBtl 224     | April 1966 (PzBtl 243)               | Landsberg                                                            | Umgliederung zu GebPzJgBtl 224 Februar 1971                                               | |
|  | PzBtl 224     | April 1981                           | Landsberg (Lechrain-Kaserne)                                         | Außerdienststellung September 1992                                                        | |
|  | PzBtl 234     | Oktober 1964                         | Pocking                                                              | Umgliederung zu GebPzJgBtl 234 Oktober 1971                                               | |
|  | PzBtl 241     | Oktober 1981                         | Landshut ab 1985 Kirchham                                            | Außerdienststellung September 1992                                                        | |
|  | PzBtl 243     | April 1959                           | Traunstein ab 1960 Landsberg                                         | Umbenennung April 1966 in PzBtl 224                                                       | |
|  | PzBtl 243     | Oktober 1981                         | Kirchham                                                             | Außerdienststellung April 1996                                                            | |
|  | PzBtl 244     | April 1959                           | Landshut                                                             | Außerdienststellung September 1992                                                        | |
|  | PzBtl 273     | April 1959                           | Böblingen                                                            | Außerdienststellung Oktober 1963 durch Teilung und Umbenennung in PzBtl 363 und PzBtl 364 | |
|  | PzBtl 281     | April 1981 (PzBtl 282)               | Dornstadt                                                            | Außerdienststellung September 1992                                                        | |
|  | PzBtl 282     | April 1975 (PzBtl 210)               | Dornstadt                                                            | April 1981 Umbenennung PzBtl 281                                                          | |
|  | PzBtl 283     | April 1976                           | Münsingen                                                            | FschPzAbwBtl 283 April 1992                                                               | |
|  | PzBtl 284     | Oktober 1968                         | Dornstadt                                                            | April 1970 Umbenennung in PzBtl 304                                                       | |
|  | PzBtl 284     | April 1975 (PzBtl 220)               | Dornstadt 1992: Heidenheim                                           | Außerdienststellung März 2004                                                             | war gekadert seit 1992 |
|  | PzBtl 291     | April 1981                           | Lager Heuberg                                                        | Außerdienststellung September 1992                                                        | |
|  | PzBtl 293     | April 1970                           | Münsingen                                                            | Umbenennung Oktober 1971 in PzBtl 303                                                     | |
|  | PzBtl 293     | Oktober 1971 (PzBtl 304)             | Lager Heuberg                                                        | Außerdienststellung September 1992                                                        | |
|  | PzBtl 294     | März 1959 (PzBtl 322)                | Stetten a.k.Markt                                                    | Umgliederung in PzGrenBtl 294 September 1992                                              | |
|  | PzBtl 303     | März 1959 (PzBtl 310)                | Münsingen 1962: Dornstadt                                            | Oktober 1971 Aufstellung PzRgt.200                                                        | |
|  | PzBtl 303     | Oktober 1971 (PzBtl 293) (PzBtl 294) | Amberg 1973: Heidenheim                                              | April 1981 Umbenennung PzBtl 304                                                          | |
|  | PzBtl 304     | August 1959                          | Münsingen                                                            | April 1970 Umbenennung PzBtl 293                                                          | |
|  | PzBtl 304     | April 1970 (PzBtl 284)               | Dornstadt                                                            | Oktober 1971 Aufstellung PzRgt 200                                                        | |
|  | PzBtl 304     | Oktober 1971                         | Münsingen                                                            | Auflösung März 1981                                                                       | |
|  | PzBtl 304     | April 1981 (PzBtl 303)               | Heidenheim                                                           | Außerdienststellung März 2004                                                             | |
|  | PzBtl 310     | April 1958                           | Augustdorf ab 1958 Münsingen                                         | Umbenennung März 1959 in PzBtl 303                                                        | |
|  | PzBtl 311     | 1988 (PzGrenBtl 311)                 | Delmenhorst                                                          | September 1992 aufgelöst                                                                  | Geräteeinheit |
|  | PzBtl 314     | April 1961                           | Oldenburg                                                            | Oktober 1992 Umwandlung in FschJgBtl 314                                                  | |
|  | PzBtl 322     | März 1958                            | Großengstingen                                                       | Umbenennung März 1959 in PzBtl 294                                                        | |
|  | PzBtl 324     | März 1959 (PzBtl 23)                 | Schwanewede                                                          | Außerdienststellung September 1992, Teile verwendet für Aufstellung PzBtl 73              | |
|  | PzBtl 331     | April 1981                           | Celle                                                                | Außerdienststellung September 1992                                                        | |
|  | PzBtl 333     | März 1959                            | Lingen                                                               | Umbenennung April 1981 in PzBtl 523                                                       | |
|  | PzBtl 333     | Oktober 1981                         | Celle                                                                | Außerdienststellung: September 1992                                                       | |
|  | PzBtl 334     | Oktober 1972                         | Nienburg                                                             | Umbenennung in PzBtl 34 Oktober 1981                                                      | |
|  | PzBtl 334     | Oktober 1981 (PzBtl 34)              | Nienburg                                                             | Umbenennung in PzLehrBtl 334 Oktober 1992                                                 | |
|  | PzLehrBtl 334 | Oktober 1992 (PzBtl 334)             | Celle (Freiherr-von-Fritsch-Kaserne)                                 | Auflösung Juni 2006                                                                       | |
|  | PzBtl 341     | Oktober 1980                         | Koblenz (Gneisenau-Kaserne)                                          | Außerdienststellung September 1992                                                        | |
|  | PzBtl 342     | März 1975 (PzBtl 44)                 | Arolsen                                                              | Umbenennung April 1981 in PzBtl 63                                                        | |
|  | PzBtl 343     | April 1975 (PzBtl 44)                | Arolsen                                                              | Auflösung Oktober 1980                                                                    | |
|  | PzBtl 343     | Oktober 1981 (PzBtl 143)             | Koblenz (Augusta-Kaserne)                                            | Umwandlung in PzGrenBtl 343 (GerEinh) September 1992                                      | |
|  | PzBtl 344     | Oktober 1981 (PzBtl. 144)            | Koblenz (Gneisenau-Kaserne)                                          | Auflösung September 1992                                                                  | |
|  | PzBtl 354     | Januar 1960                          | Hammelburg                                                           | Außerdienststellung: September 1992                                                       | |
|  | PzBtl 361     | Oktober 1980                         | Külsheim                                                             | Außerdienststellung September 1992                                                        | |
|  | PzBtl 363     | Oktober 1963 (PzBtl 273)             | Böblingen 1964 Külsheim (Prinz-Eugen-Kaserne)                        | Außerdienststellung 30. Oktober 2006                                                      | |
|  | PzBtl 363     | 2019                                 | Hardheim (Carl-Schurz-Kaserne)                                       | -                                                                                         | aktiv, PzBrig 12 |
|  | PzBtl 364     | Oktober 1963 (PzBtl 273)             | Böblingen 1964 Külsheim                                              | Außerdienststellung Juni 2002                                                             | |
|  | PzBtl 373     | April 1991                           | Doberlug-Kirchhain (Lausitz-Kaserne)                                 | am 1. April 1996 in FschJgBtl 373 umgewandelt                                             | |
|  | PzBtl 383     | März 1991                            | Bad Frankenhausen, Kyffhäuser-Kaserne                                | Aufgelöst zum 30. Juni 2007                                                               | Auflösungsappell 5. Dezember 2006 auf dem Anger Bad Frankenhausen, „Letzter Schuss“ durch BtlKdr 23. Oktober 2006 auf der Schießbahn 9 des Truppenübungsplatzes Bergen |
|  | PzBtl 384     |                                      | Bad Frankenhausen, Kyffhäuser-Kaserne                                | Geräteeinheit                                                                             | Aufgelöst zum 30. Juni 2008 |
|  | PzBtl 393     | März 1991                            | Bad Frankenhausen                                                    | —                                                                                         | aktiv, PzGrenBrig 37, bis Mitte 2014 Bad Salzungen, |
|  | PzBtl 403     | April 1991                           | Schwerin-Sternbuchholz (Blücher-Kaserne)                             | Außerdienststellung 2. November 2006                                                      | Auflösung Nachkommando PzBtl 403 31. Mär. 2007 |
|  | PzBtl 404     | April 1991                           | Schwerin-Sternbuchholz (Blücher-Kaserne)                             | Außerdienststellung 30. September 2007                                                    | nicht aktiv seit 1991 (?) |
|  | PzBtl 413     | Mai 1991                             | Torgelow                                                             | —                                                                                         | am 15. Oktober 2015 in JgBtl 413 umgewandelt; unterstand PzGrenBrig 41; Kommandeure, die Generale wurden: Gerd Kropf (bis 1996), Heinz Krieb (ab 1996), Kay Brinkmann (2002–2004), Stefan Schulz (2004–2006), Ansgar Meyer (2006–2008) |
|  | PzBtl 414     | 1991                                 | Spechtberg                                                           | Auflösung 2006                                                                            | nicht aktiv seit Beginn (gekadert) |
|  | PzBtl 414     | Oktober 2015                         | Lohheide                                                             | —                                                                                         | Neuaufstellung, deutsch-niederländisches Bataillon, Teil der niederländischen 43. mechanisierten Brigade, Havelte |
|  | PzBtl 423     | März 1991                            | Brück                                                                | Außerdienststellung März 2003                                                             | |
|  | PzBtl 424     | 1991                                 | Brück                                                                | Auflösung 2002                                                                            | nicht aktiv seit (?) |

#### Territorialheer
Die Panzerbataillone der Heimatschutzbrigaden im Territorialheer führten die Endnummern 3 und 4 und waren den Heimatschutzbrigaden 51, 52, 53, 54, 55, 56 und 61, 62, 63, 64, 65 und 66 unterstellt. Die zweite Ziffer der Nummer dieser Heimatschutzbrigaden entsprach der Nummer ihres übergeordneten Wehrbereichskommandos. Die Bataillone der 5x-er Brigaden waren im Wesentlichen aktive Verbände. Panzerbataillone der 5x-er Brigaden, die teilmobil waren, sind mit (tmob) gekennzeichnet.
Der aktive Heimatschutzbrigade 56 waren abweichend von den anderen zwei Panzerbataillonen und zwei Panzergrenadierbataillonen unterstellt und war damit als vierter Großverband wie eine klassische Panzerbrigade der 1. Gebirgsdivision unterstellt. Die anderen Heimatschutzbrigaden wiesen zwei Jägerbataillone auf.
Den Heimatschutzbrigaden der 6er Reihe war nur jeweils ein Panzerbataillon unterstellt. Das Panzerbataillon 633 war also das dritte (nichtaktive) Bataillon der (nichtaktiven) Heimatschutzbrigade 63 im Wehrbereich III. Die Bataillone der 6x-er Brigaden waren stets nichtaktive Geräteeinheiten.
|  | Bezeichnung      | Aufstellung               | Stationierungsorte         | Verbleib                                | Unterstellung | Bemerkung |
|  | ---------------- | ------------------------- | -------------------------- | --------------------------------------- | ------------- | --------- |
|  | PzBtl 513        | Apr. 1981                 | Flensburg                  | Auflösung September 1992                | HSchBrig 51   |           |
|  | PzBtl 514 (tmob) | Apr. 1981                 | Flensburg                  | Auflösung Februar 1992                  | HSchBrig 51   |           |
|  | PzBtl 523 (tmob) | Okt. 1981 (aus PzBtl 333) | Lingen                     | Oktober 1991, Umgliederung in JgBtl 523 | HSchBrig 52   |           |
|  | PzBtl 524 (tmob) | Okt. 1981                 | Lingen                     | Auflösung Oktober 1991                  | HSchBrig 52   |           |
|  | PzBtl 533        | Okt. 1981                 | Düren                      | Oktober 1991, Umgliederung in JgBtl 533 | HSchBrig 53   |           |
|  | PzBtl 534 (tmob) | Okt. 1981                 | Düren                      | Auflösung September 1992                | HSchBrig 53   |           |
|  | PzBtl 543 (tmob) | Okt. 1981                 | Hermeskeil                 | Auflösung Oktober 1991                  | HSchBrig 54   |           |
|  | PzBtl 544 (tmob) | Okt. 1981                 | Hermeskeil                 | Auflösung Oktober 1992                  | HSchBrig 54   |           |
|  | PzBtl 553        | Okt. 1981                 | Lager Heuberg              | Auflösung September 1992                | HSchBrig 55   |           |
|  | PzBtl 554        | Okt. 1981                 | Lager Heuberg              | Auflösung September 1992                | HSchBrig 55   |           |
|  | PzBtl 563        | Okt. 1981                 | Landshut                   | Auflösung September 1992                | HSchBrig 56   |           |
|  | PzBtl 564        | Okt. 1981                 | Landshut                   | Auflösung September 1993                | HSchBrig 56   |           |
|  | PzBtl 613        | Okt. 1983                 | Hamburg                    | Auflösung September 1991                | HSchBrig 61   |           |
|  | PzBtl 623        | Apr. 1984                 | Wietmarschen-Lohne         | Auflösung September 1992                | HSchBrig 62   |           |
|  | PzBtl 633        | Apr. 1984                 | Ahlen                      | Auflösung September 1992                | HSchBrig 63   |           |
|  | PzBtl 643        | Apr. 1984                 | Baumholder-Lager Aulenbach | Auflösung September 1992                | HSchBrig 64   |           |
|  | PzBtl 653        | Jan. 1983                 | Münsingen                  | Auflösung September 1992                | HSchBrig 65   |           |
|  | PzBtl 663        | Apr. 1982                 | Heidenheim                 | Auflösung Juni 1993                     | HSchBrig 66   |           |

## Abkürzungen
Folgende Abkürzungen werden benutzt:
| - BtlKdr → Bataillonskommandeur - FschJgBtl → Fallschirmjägerbataillon - FschPzAbwBtl → Fallschirmpanzerabwehrbataillon - GebJgBrig → Gebirgsjägerbrigade - GebPzBtl → Gebirgspanzerbataillon - GebPzJgBtl → Gebirgspanzerjägerbataillon - HSchBrig → Heimatschutzbrigade | - HSchRgt → Heimatschutzregiment - JgBtl → Jägerbataillon - Kp → Kompanie - PzBrig → Panzerbrigade - PzBtl → Panzerbataillon - PzGrenBrig → Panzergrenadierbrigade | - PzGrenBtl → Panzergrenadierbataillon - PzJgBtl → Panzerjägerbataillon - PzLehrBtl → Panzerlehrbataillon - (tmob) → teilmobil - PzRgt → Panzerregiment - TrÜbPl → Truppenübungsplatz |